# 周大兵
周大兵（1945年—），汉族，中华人民共和国政治人物、第十一届全国政协委员。
加入中国共产党，担任中国国电集团公司原党组书记、总经理。2008年，当选第十一届全国政协委员，代表中华全国总工会，分入第十七组。并担任人口资源环境委员会专委。